# 추연우성전묘역(우하영묘역포함)
추연우성전묘역<우하영묘역포함>(秋淵禹性傳墓域<禹夏永墓域包含>)은 대한민국 경기도 화성시 매송면 숙곡리에 있는, 조선 중기의 문신이자 의병장인 우성전(禹性傳 : 1542~1593)과 조선 후기의 실학자인 우하영(禹夏永 : 1741~1812)의 묘역이다. 2003년 4월 21일 경기도의 문화재자료 제121호로 지정되었다.

## 개요
조선 중기의 문신이자 의병장인 우성전(禹性傳 : 1542~1593)과 조선 후기의 실학자인 우하영(禹夏永 : 1741~1812)의 묘역이다. 우성전의 본관은 단양(丹陽), 자는 경선(景善), 호는 추연(秋淵)이다. 퇴계의 문인으로 1561년(명종 16년)에 진사가 되고, 1568년 문과에 급제하여 예문관검열·예문관 봉교·홍문관수찬 등을 역임하였다. 임진왜란(1592~1598)이 일어나자 의병을 모집하여 추의군(秋義軍)이라 하고 식량을 조달하여 난민을 구제하였다. 강화도에 들어가서 김천일(金千鎰 : 1537~1593)과 합세하여 전공을 세우고 강화도를 장악하여 남북으로 통하게 하였다. 그 뒤 여러 전과를 남겼으나 과로로 병을 얻어 경기도 부평에서 사망하였다. 시호는 문강(文康)이다.
우하영은 우성전의 7대손으로 자는 대유(大猷), 호는 취석실(醉石室)이다. 전국의 산천을 유람하고 사회실정을 체험하는 한편 옛 문헌과 당대 제가들의 논설을 널리 읽고 수집하여 국가·사회의 경영 및 개혁방안을 종합 저술하였는데 그것이 『천일록(千一錄)』이다. 이는 우리나라의 역사·지리·전제(田制)·군제·국방·관제·농업 기술문제 등에 관한 그의 독창적인 사상과 정책을 기술한 것이다. 1796년(정조 20년) 조정의 구언교서(求言敎書)가 내리자 그는 이를 간추려 정리하여 책자로 만들어 바쳤고, 1804년(순조 4년)의 구언 때 이를 다시 보완하여 『천일록』이라는 제명을 붙였다.
우성전 묘역의 봉분은 쌍분으로 부인 양천허씨(陽川許氏)와의 합장묘이다. 묘역의 석물로는 묘비 1기, 상석·향로석 각 1기, 망주석 2기가 있고, 묘역에 이르는 도로 입구에 신도비 1기가 있다.
봉분 앞의 묘비는 원수방부(圓首方趺)의 형태이다. 묘역에 이르는 도로 입구에 있는 신도비는 옥개석(屋蓋石)·비신(碑身)·기대(基臺)로 구성되어 있다. 비신의 4면에 기록이 있으며 비신의 상단에 돌려가며 ‘추연선생시문강우공신도비명(秋淵先生諡文康禹公神道碑銘)’이라 전액(篆額) 하였다. 비문은 성호(星潮) 이익(李瀷 : 1681~1763)이 찬(撰)한 글을 먼저 새기고, 7대손 우하영의 부탁으로 추기(追記)한 글을 뒤에 기록하였다. 글씨와 전액은 이상천(李相天)이 쓴 것으로 1878년(고종 15년)에 건립한 것이다.

## 지정 사유
조선중기의 문신이자 의병장으로 임진왜란때 공을 세웠으며, 당시 정치상황을 계갑일록을 통해 남겨, 실학자인 7대손 우하영과 함께 도내 중요한 역사적 인물이다. 묘역내 석물이나 봉분이 원형 그대로 잘 보존되어 있는 우성전 묘역에 우하영묘를 보호구역내에 포함하여 보존한다.

## 같이 보기
- 우성전
- 우하영

## 참고 문헌
- 추연우성전묘역(우하영묘역포함) - 국가유산청 국가유산포털